# Mantes-la-Jolie
Mantes-la-Jolie er en kommune i departementet Yvelines i Île-de-France regionen i det nordvestlige Frankrig.
Byen er en af de vestlige forstæder til Paris, som ligger knap 50 km borte.

## Historie
Mantes var halvvejs mellem magtcentrene for hertugerne af Normandiet i Rouen og kongerne af Frankrig i Paris. Sammen med det meste af det nordlige Frankrig skiftede den ofte hænder under Hundredårskrigen. Den franske konge Filip 2. August døde ved Mantes den 14. juli 1223.
Ludvig 14. oprettede manufaktur for bygning af musikinstrumenter i Mantes, og byen blev valgt som centrum for fremstilling af messing og træblæser instrumenter.
I det 19. århundrede blev malere tiltrukket byen, især Corot, hvis billeder af broen og domkirken berømmes. Prokofiev tilbragte sommeren 1920 i byen med at orkestrere balletten Chout.
Kommunen blev oprindelig officielt kaldt Mantes-sur-Seine; men byen blev slået sammen med kommunen Gassicourt i 1930 og derefter hed den Mantes-Gassicourt.
Mantes var stedet hvor det første allierede brohoved over Seinen blev etableret den 9. august 1944 af den amerikanske general George S. Pattons 3. armé. Efter krigen var en større genopbygning nødvendig.
Den 7. maj 1953 blev Mantes-Gassicourt omdøbt til Mantes-la-Jolie, (Mantes den skønne) angiveligt med henvisning til et brev fra kong Henrik 4. af Frankrig til hans elskerinde Gabrielle d'Estrée, som boede i Mantes: "Jeg er på vej til Mantes, min skønne".

## Befolkning
Indbyggerne kaldes Mantais.
Le Val-Fourré, det største boligbyggeri i verden er det nyeste kvarter i Mantes-la-Jolie, hvor 28.000 af byens i alt 42.000 indbyggere bor.

## Seværdigheder
- Notre-Dame kirken fra slutningen af det 12. århundrede.
- Broer over Seinen til Limay.

## Økonomi
Mantes har i dag let industri indenfor cement og kemikalier, men er uvægerlig blevet en del af den parisiske metropol.
Byen er fortsat et centrum for fremstilling af musikinstrumenter. Den berømte Selmer træblæser fabrik ligger i den nærliggende landsby Mantes-la-Ville.

## Transport
Der er to stationer på Transilien Paris – Saint-Lazare og Transilien Paris – Montparnasse forstadsbanerne: Mantes – Station og Mantes-la-Jolie.

## Kultur
Byen er fødested for sangeren Faudel, som har en sang med titlen "Mantes-La-Jolie" på sit album "Samra" (2001) .

## Eksterne kilder
- Mantes-la-Jolie byrådets hjemmeside Arkiveret 3. december 2004 hos  Wayback Machine